# Фестиваль Британии

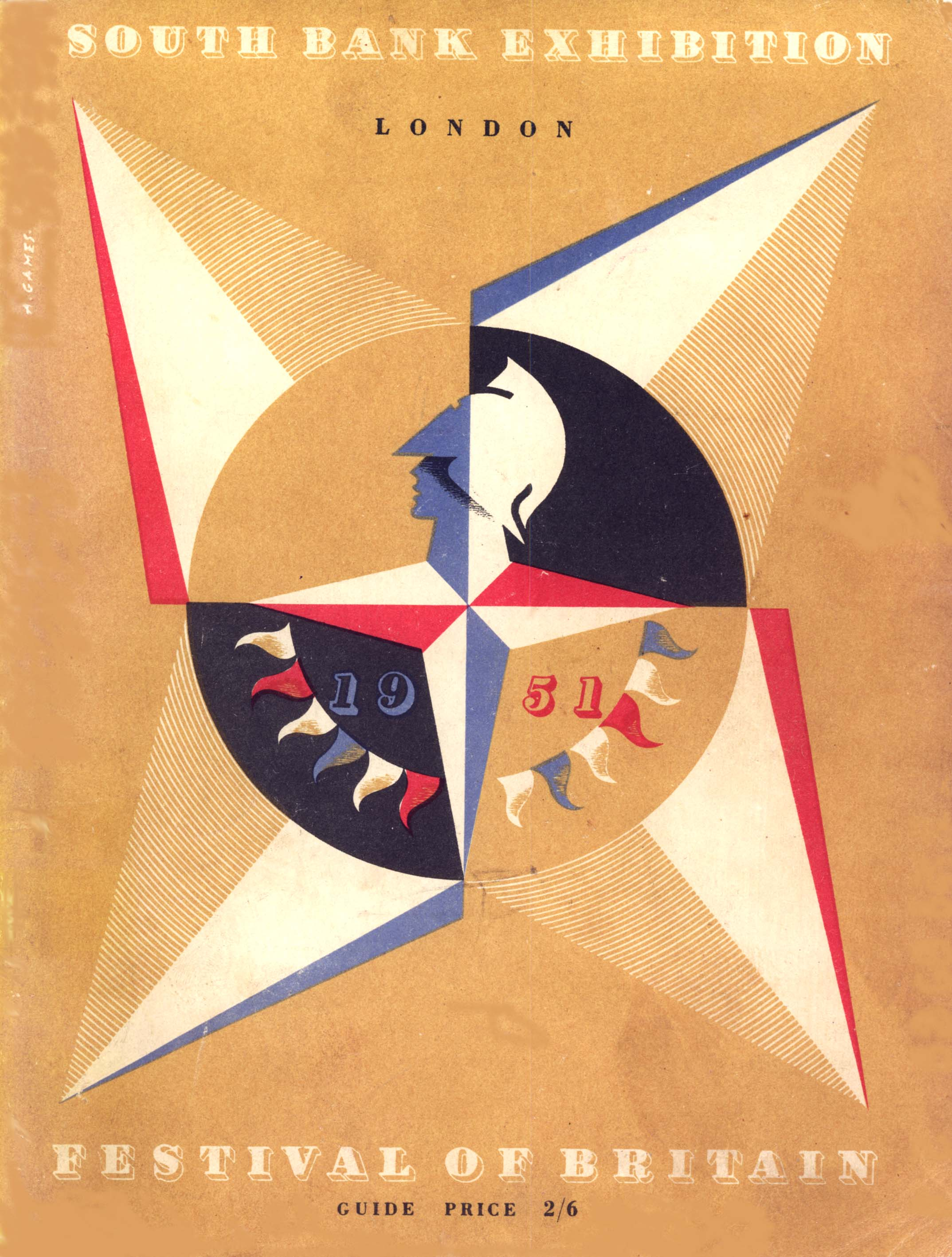
Эмблема Фестиваля Британии — Фестивальная звезда — разработана Абраамом Геймсом, с обложки путеводителя по выставке Саут-Банка, 1951 год

«Фестиваль Британии» (англ. Festival of Britain) — общее название национальных выставок, прошедших по всей Великобритании летом 1951 года. Он был организован правительством, чтобы дать народу чувство восстановления после войны и в целях содействия вклада в науку, технологии, промышленный дизайн, архитектуру и искусство.
Центр фестиваля располагался в Лондоне в районе Саут-Банк. Также важными были пункты в Попларе (архитектура), Баттерси (Фестиваль садов удовольствия), Южном Кенсингтоне (наука) и Глазго (энергетическая промышленность). Празднования, посвящённые фестивалю, прошли в Кардиффе, Стратфорде-на-Эйвоне, Бате, Перте, Борнмуте, Йорке, Олдборо, Инвернессе, Челтнеме, Оксфорде и других городах; также были организованы передвижные выставки.
В народе фестиваль ассоциировался с послевоенным лейбористским правительством Клемента Эттли, и выставка в Саут-Банке была быстро расформирована с приходом к власти консерватора Уинстона Черчилля.

## Концепция и организация

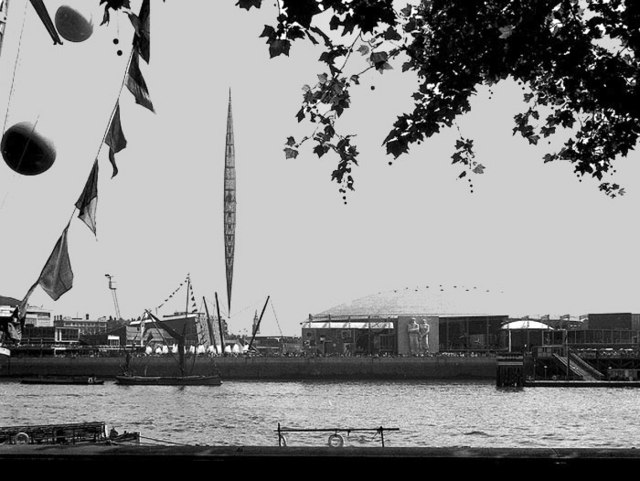
Вид на выставку в Саут-Банке с северного берега Темзы; видны «Скайлон» и «Купол открытий».

Идея провести в 1951 году выставку зародилась в Королевском обществе искусств в 1943 году, которое решило, что необходимо провести международную выставку, знаменующую столетие прошедшей в 1851 году Всемирной выставки. В 1945 году правительство организовало комитет под начальством лорда Рамсдена, призванный рассмотреть возможности проведения выставок и ярмарок и их влияние на торговлю. Когда через год комитет доложил о своей работе, было решено оставить идею о проведении международной выставки, так как высокая стоимость её проведения не согласовывалась с тем, что большая часть денег должна была уходить на послевоенную реконструкцию. Вместо этого правительство решило организовать ряд экспозиций, посвящённых искусству, архитектуре, науке, технологиям и промышленному дизайну, под общим названием «Фестиваль Британии 1951».
В то время, вскоре после окончания Второй мировой войны, большая часть Лондона лежала в руинах, и крайне необходима была реставрация. Фестиваль был попыткой дать британцам чувство восстановления и прогресса и призвать их к большему вкладу в перестройку городов Великобритании. Сами организаторы называли фестиваль «единым актом национальной переоценки и общим подтверждением веры в будущее нации». Джеральд Барри, директор фестиваля, описал его как «тоник для нации».
Для консультирования правительства был создан Фестивальный совет под руководством лорда Исмея. Ответственность за организацию лежала на лорде-президенте Совета Герберте Моррисоне, заместителе лидера лейбористской партии; он назначил Комитет столетия Всемирной выставки, состоящий из государственных служащих, который должен был обозначить рамки фестиваля и установить связь между государственными ведомствами и руководством фестиваля. В марте 1948 года была основана штаб-квартира фестиваля, которая должна была стать ядром всего Фестиваля Британии, правительственным департаментом со своим бюджетом. Организацией фестиваля в Северной Ирландии занималось правительство северной Ирландии.
Офис Фестиваля Британии работал вместе с советом искусств Великобритании, Советом по промышленному дизайну, Британским институтом кино и Национальной книжной лигой. Также, специально к фестивалю, были созданы Совет по архитектуре и Совет по науке и технике, которые должны были помогать комитету фестиваля в обозначенных областях, и Комитет христианских церквей, который должен был давать советы касательно религии. Были выделены государственные субсидии для организаций, вносивших существенный вклад в развитие фестиваля, — Совета искусств, Совета по промышленному дизайну, Британского института кино и Национального музея Уэльса.
Достижения в искусстве были представлены в виде музыкальных и драматических спектаклей, прошедших по всей стране. Достижения архитектуры воплотились в постройке Лэнсбери-Эстэйт, нового жилья в районе Лондона Поплар.
Центром фестиваля была выставка в Саут-Банке, в районе Лондона Ватерлоо, на которой демонстрировались британские достижения в области науки, техники и промышленного дизайна; так отображалась жизнь страны.
Части выставки, представленные в других местах, обладали самодостаточностью, но все они были частью одной концепции. В Баттерси, в 3 милях по реке от Саут-Банка, был организован «Фестиваль садов удовольствия» (англ. Festival Pleasure Gardens). Тяжёлая промышленность представлялась на выставке в Глазго. Те аспекты науки, которые не входили в круг ведения выставки в Саут-Банке, представлялись на экспозиции в Южном Кенсингтоне. Производству постельного белья и сельскому хозяйству была посвящена выставка «Ферма и завод» (англ. Farm and Factory) в Белфасте. Часть выставки Саут-Банка была отправлена на корабле Campania, летом 1951 года обошедшим Британию; также существовала сухопутная передвижная экспозиция, посвящённая промышленности.

## Основные события

### Англия
Выставки
- Саут-Банк, Лондон
- Наука, Южный Кенсингтон
- Архитектура, Поплар
- Книги, Южный Кенсингтон
- Столетие выставки 1851 года, Южный Кенсингтон
- Фестиваль британского кино, Лондон

«Фестиваль садов удовольствия», Баттерси-парк, Лондон
Лондонский сезон искусств
Фестиваль искусств

### Уэльс
Уэльский карнавал, Кардифф
Народный фестиваль в Сент-Фагансе, Кардифф
Welsh Hillside Farm Scheme, Гвинед
Фестиваль искусств

### Шотландия
Выставки
- Источники промышленной энергии, Глазго
- Современные книги, Глазго
- «Живущие традиции» — шотландская архитектура и ремёсла, Эдинбург
- Книги XVIII века, Эдинбург

Фестиваль искусств
Встреча кланов, Эдинбург

### Северная Ирландия
Ферма и завод, Белфаст
Фестиваль искусств

### Передвижные выставки
Фестивальный корабль Campania: Англия, Шотландия, Уэльс и Северная Ирландия
- Саутгемптон
- Данди
- Ньюкасл
- Халл
- Плимут
- Бристоль
- Кардифф
- Белфаст
- Беркенхед
- Глазго

Сухопутная передвижная выставка : Англия
- Манчестер
- Лидс
- Бирмингем
- Ноттингем[3]

## Выставка в Саут-Банке
При подготовке к выставке Саут-Банк был перестроен; появилось новое общественное пространство, включая набережную там, где раньше было жильё и прибрежные склады. Новая планировка Саут-Банка должна была показать принципы градостроительного проектирования; эти принципы затем должны были воплотиться в восстановленном после войны Лондоне и при постройке новых городов. Они включали в себя несколько уровней зданий, надземные переходы и отсутствие уличной сетки. Большая часть зданий Саут-Банка строилась в интернациональном стиле, до войны не часто присутствовавшем в Британии.
Новый архитектурный план и экспозицию Саут-Банка разрабатывала Презентационная комиссия управления фестивальных выставок в составе:
- Джеральд Барри, генеральный Директор, председатель
- Сесил Кук, директор, выставки, заместитель председателя
- Миша Блэк
- Дж. Э. Кэмпбелл, директор, финансы и хозяйство
- Хью Кассон, директор, часть «Архитектура»
- Иан Кокс, Директор, выставка «Наука и технологии»
- Э. Д. Хиписли Кокс, представитель совета по промышленному дизайну
- Джеймс Гарднер
- Джеймс Холланд
- М. Хартленд Томас, представитель совета по промышленному дизайну
- Ральф Таббс
- Питер Нибон, секретарь

Тема выставки была разработана Ианом Коксом.
Выставка состояла из Верхнего района: «Страна», Купола открытий, Нижнего района: «Люди» и других экспозиций.

### Верхний круг: «Страна»
Архитектор: Миша Блэк
Тема: Иан Кокс
Дизайн экспозиции: Джеймс Холланд
Выставка включала следующие экспозиции:
- Земля Британии. (Архитектор: Г. T. Кедбури-Браун. Ответственный за тему: Кеннет Чапмен. Дизайн экспозиции: В. Роттер.)
- Живая природа (Архитектор: Брайан О’Рорк. Ответственный за тему: Кеннет Чапмен. Дизайн экспозиции: Ф. Х. К. Хенрион.)
- Сельская местность. (Архитектор: Брайан О’Рорк. Ответственный за тему: А. С. Томас. Дизайн экспозиции: Ф. Х. К. Хенрион.)
- Минералы острова (Архитектор: Кооперативное партнёрство архитекторов. Ответственный за тему: Соня Визерс. Дизайн экспозиции: Беверли Пик.)
- Энергия и производство (Архитекторы: Джородж Гренфелл-Бэйнс и Х. Ж. Рейнферберг. Ответственный за тему: С. Ж. Уиткомб. Дизайн экспозиции: Уорнет Кеннеди и партнёры
- Море и корабли. (Архитекторы: Бэзил Спенс и партнёры. Ответственные за тему: С. Гамильто Элисс и Нигел Клэйтон. Дизайн экспозиции: Джеймс Холланд и Бэзил Спенс.)
- Транспорт. (Архитекторы и дизайнеры: «Аркон». Тема выставки: Джордж Уильямс.)

### Купол открытий
Архитектор: Ральф Таббс
Тема: Иан Кокс

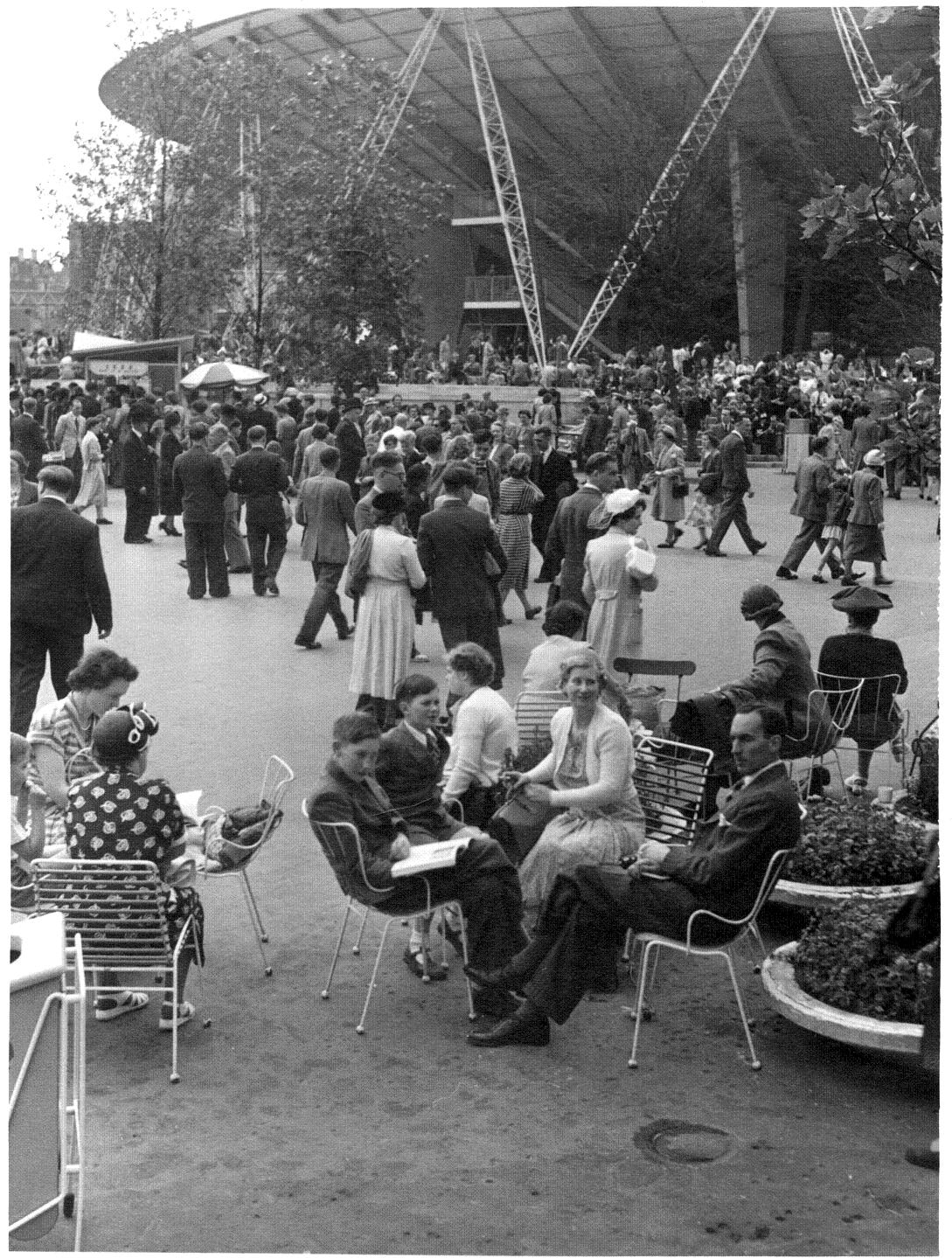
Посетители выставки в Саут-Банке; на заднем плане «Купол открытий»

Экспозиция: Отдел исследований дизайна
Выставка включала следующие экспозиции:
- Страна. (Ответственный за тему: Пенроуз Анвин. Дизайн экспозиции: Стефан Бузардс и Рональд Сэндифорд.)
- Земля. (Ответственный за тему: Соня Уизерс. Дизайн экспозиции: Роберт Гутман.)
- Полюс. (Ответственные за тему: Куинитин Райли и Л. П. Макнейр. Дизайн экспозиции: Джок Киннейр.)
- Море. (Ответственные за тему: С. Гамильтон Эллис и Нигел Клейтон. Дизайн экспозиции: Остин Фрейзер и Эллис Майлс.)
- Небо. (Ответственный за тему: Артур Гэррет. Дизайн экспозиции: Рональд Сэндифорд.)
- Открытый космос. (Ответственный за тему: Пенроуз Анвин. Дизайн экспозиции: Остин Фрейзер и Эрик Тоуэл.)
- Живая природа. (Ответственный за тему: Кеннет Чапмен. Дизайн экспозиции: Остин Фрейзер и Стирлин Крейг.)
- Физический мир. (Ответственные за тему: Артур Гэррет и Джен Рид. Дизайн экспозиции: Рональд Инглс и Клиффорд Хэттс.)

### Нижний круг: «Люди»
Архитектор: Хью Кэссон
TТема: М. Хартлэнд Томас
Дизайн экспозиции: Джеймс Гарднер
Выставка включала следующие экспозиции:
- Люди Британии. (Архитектор: Х. Т. Кедбури-Браун. Ответственный за тему: Джакетта Хокс. Дизайн экспозиции: Джеймс Гарднер.)
- Лев и единорог (Архитекторы: Р. Д. Рассел, Роберт Гуден. Ответственные за тему: Хьюберт Филлипс и Питер Стукли. Дизайн экспозиции: Роберт Гуден, Р. Д. Рассел и Ричард Гайят. Комментарии: Лори Ли.)
- Дома и сады. (Архитекторы: Бронек Катс и Реджинальд Воон. Ответственные за тему: Э. Хипписли-Кокс и С. Д. Кук.)
- Новые школы. (Архитекторы: Максвелл Фрай и Джейн Дрю. Ответственный за тему: Б. В. Роув. Дизайн экспозиции: Невилл Кондер и Пэйшинс Клиффорд.)
- Здоровье. (Ответственные за тему: Шелдон Дадли и Нигел Клэйтон. Дизайн экспозиции: Питер Рей.)
- Спорт. (Архитекторы и дизайнеры: Гордон Бовиер и Урсула Бовиер. Ответственный за тему: Б. В. Роув.)
- Побережье. (Архитекторы и дизайнеры: Эрик Браун и Питер Чемберлейн. Ответственный за тему: Э. Хипписли-Кокс.)

### Другие «нижние» (по течению реки) экспозиции
- Телевидение. (Архитектор и дизайнер: Уэлс Котс. Тема: Малькольм Бейкер Смит.)
- Телесинема. (Архитектор и дизайнер: Уэлс Котс. Программа и показ: Ж. Д. Ральф и Р. Ж. Споттисвуд.
- Павильон к столетию выставки 1851 года. (Архитектор: Хью Кассон. Дизайн экспозиции: Джеймс Гарднер.)
- Шот-Тауэр. (Разработка архитектуры и дизайна: Хью Кассон и Джеймс Гарднер.)
- Обзор дизайна. (Дизайн экспозиции: Невилл Кондер и Пэйшинс Клиффорд.)

### Особые здания выставки Саут-Банка

#### Скайлон

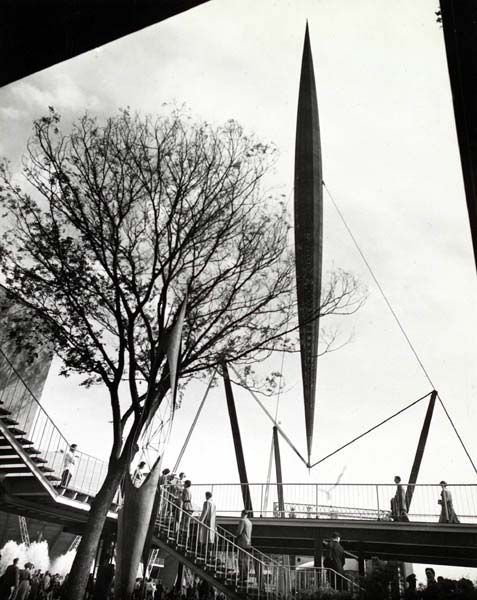
Башня Скайлон в Саут-Банке, Фестиваль Британии, 1951 год

Необычная покрытая алюминием стальная башня сигаретообразной формы, поддерживаемая кабелями, Скайлон был «Вертикальным знаком», который стал символом Фестиваля Британии. Основана находилась на высоте 15 метров над землёй, а вершина на высоте 90 метров. Каркас был одет в алюминиевые жалюзи, светившиеся ночью. Башня была спроектирована Идальго Мойей, Филипом Пауэллом и Феликсом Сэмьюэлли, и изготовлена компанией «Painter Brothers» в Херефорде, Англия; установлена между Вестминстерским мостом и Хангефордским мостом. Она имела стальную решетчатую раму, сужающуюся на обеих концах башни; три кабеля, перекинутые через стальные балки, поддерживали её. Собиралась башня сразу вертикально, но позже бала поднята выше.
Скайлон был снят в 1952 году по приказу Уинстона Черчилля, видевшего в нём символ лейбористского правления. Башня была сброшена в Темзу, а затем разобрана и продана на металлолом.

#### Королевский фестивальный зал
Спроектирован Лесли Мартином, Питером Моро и Робертом Мэттью из департамента архитекторов СЛГ и выстроен «Holland, Hannen & Cubitts» для Совета Лондонского графства. Здание было в 1949 заложено Клементом Эттли, тогдашним премьер-министром, на месте построенного в 1837 году Львиной пивоварни. Ответственным за разработку конструкции в конце 1948 года был назначен Мартин. Он спроектировал структуру «яйца в коробке»; этот термин он использовал для описания отделения искривлённого пространства зрительного зала от шума окружающей среды. Официальное открытие состоялось 3 мая 1951 года. Планировалось, что концерт по этому случаю проведёт Артуро Тосканини, но в связи с его болезнью это было сделано Малькольмом Саржентом и Адрианом Боултом.
В апреле 1988 года здание было объявлено памятником архитектуры, став первым подобным примером из послевоенных зданий.

## «Фестиваль садов удовольствия»

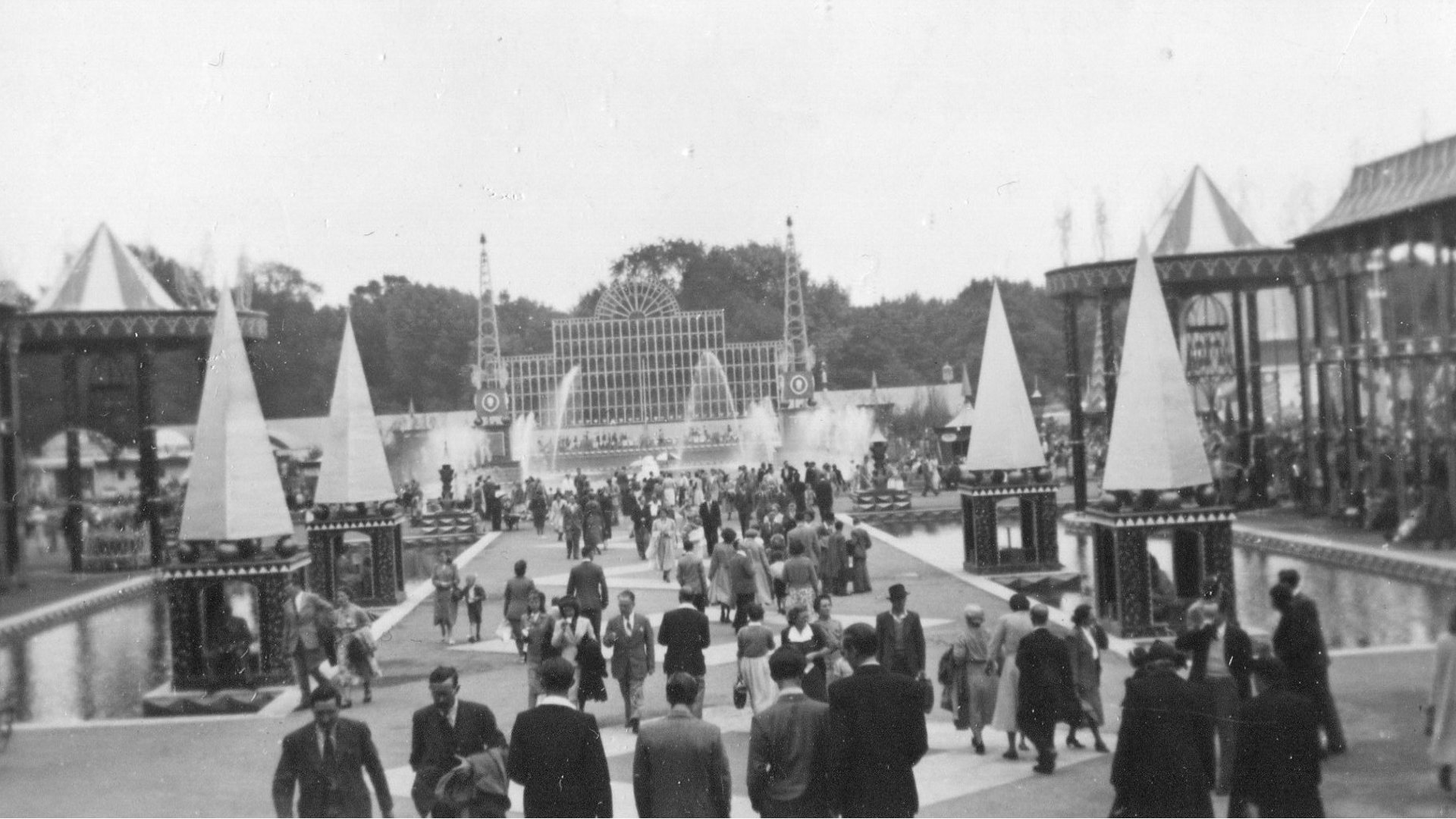
«Фестиваль садов удовольствия»

«Фестиваль садов удовольствия» (англ. Festival Pleasure Gardens) задумывался как более лёгкая, развлекательная часть фестиваля. Он находился в Баттерси-Парке в нескольких милях от выставки в Саут-Банке. Фестиваль включал:
- парк развлечений, в конечном счёте переживший все иные части выставки, и ставший позднее называться «Ярмарка веселья Баттерси», которая закрылась только в середине 1970-х годов;
- миниатюрная железная дорога, сконструированная Роулэндом Эметтом, длиной около 450 метров; она проходила по югу садов, имелись станции у южного входа в парк и у западного конца дороги;
- ресторан «Вест-Энд» с террасой на реку;
- «Пенящиеся фонтаны» (недавно восстановлены);
- винный сад, окружённый миниатюрными павильонами;
- павильон на случай дождливой погоды, спроектированный таким образом, что концерты могли проводиться на открытом воздухе;
- амфитеатр на 1250 человек, позже использовался как цирк;

Большая часть зданий и павильонов были сконструированы Джоном Пипером. Фестиваль садов удовольствия получил столько же посетителей, сколько и выставка в Саут-Банке. Он управлялся специально созданной частной компанией. финансируемой за счёт кредитов у Управления фестиваля и Совета Лондонского графства. Так как эти расходы не были покрыты вовремя, то было принято оставить данную часть фестиваля действующей и после окончания Фестиваля Британии.

## Стороны Фестиваля

### Архитектура
Архитекторы фестиваля попытались на примере перестройки Саут-Банка показать, что может быть достигнуто применением современных идей градостроительства. Стиль фестиваля (называемый также «Современник» англ. Contemporary) под влиянием архитектуры, интерьерного дизайна и типографии 1050-х совместил модернизм с капризами англицизма. Влияние этого стиля ощущается в плановых городах, кафе и офисах пятидесятых. Новый город Харлоу и перестроенный центр Ковентри считаются перестроенными в этом духе «лёгких конструкций, живописного расположения и присутствия произведений искусства»; Собор Ковентри, построенный в 1962 году одним из архитекторов фестиваля Базилем Спенсом, был назван «Фестиваль Британии молится» (англ. The Festival of Britain at Prayer).
Выставка была о исследованиях, связанных со строительством, градостроительстве и архитектуре; их применение можно было увидеть в планировке зданий, общественного пространства, улиц Лэнсбери-Эстейт, Попларе (в честь бывшего лидера лейбористской партии Джорджа Лэнсбери). Планы постройки в этом районе социального жилья появились ещё в 1943 году. К концу войны более четверти зданий этого района были разрушены или серьёзно повреждены. В 1948 году Архитектурный совет постановил, что провести данную часть в Попларе будет хорошо, поскольку это не очень далеко от других экспозиций Фестиваля. Несмотря на проблемы с финансированием работы начались в декабре 1949 года и в мае 1950 года уже заканчивались. Из-за влажной зимы 1950-51 годов работа приостановилась, но в феврале 1951 года были сданы и заселены первые дома. Выставка открылась одновременно с другими экспозициями фестиваля 3 мая 1951 года. Сначала посетители проходили в Павильон строительных исследований, посвящённый жилищным проблемам и их решениям; затем в Павильон градостроительства — большой красно-белый шатёр. В Павильоне градостроительства рассказывалось о принципах градостроения и потребностях плановых городов; демонстрировался макет воображаемого города под названием «Avoncaster». Потом визитёры осматривали дома Лэнсбери-Эстейт. Аудитория разочаровала — выставку посетило только 86 426 человек, что мало по сравнению с 8 миллионами посетивших выставку в Саут-Банке. Тёплой была реакция от профессионалов дела, некоторую критику получил малый масштаб распространения новых идей. Усилия муниципальных властей были направлены на постройку социального жилья высокой плотности, а не на строительство по модели Лэнсбури. Эти постройки, однако, у жителей были популярны.
Миша Блэк, один из фестивальных архитекторов, сказал, что фестиваль принёс архитектурному модернизму крупную аудиторию, но среди многих архитекторов-профессионалов главенствовало мнение, что фестивальные проекты не были инновационными. Критик Рейнер Бэнхем поставил под сомнение оригинальность и англицизм стиля фестиваля и даже вопрос о его влиянии. Молодые архитекторы 1951 года относились к нему с презрением. Его называли «Современный стиль», и статья редактора в журнале «Architectural Design» 1955 года носила эпиграф: «Когда я слышу слово „Современный“, я хватаюсь за револьвер».

### Дизайн

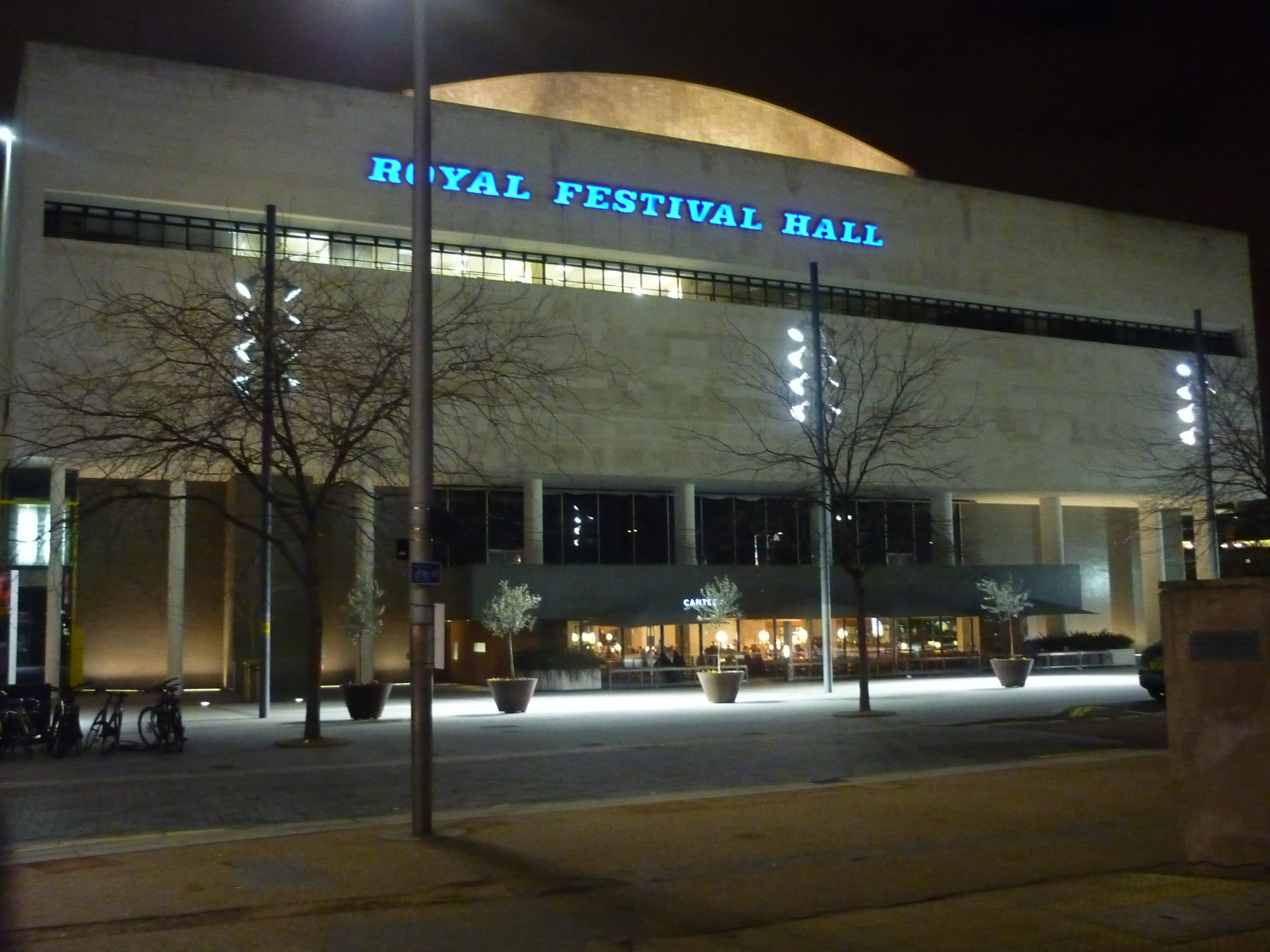
Королевский фестивальный зал, шрифт букв разработан специально для фестиваля.

Выставка в Саут-Банке включала «Обзор дизайна», который представлял «иллюстрированный отчёт о достижениях современной британской промышленности», показывая «высокий уровень дизайна и мастерства, достигнутый в широком диапазоне продуктов». Экспонаты выбирались из списков Совета по промышленным разработкам (СпПР), куда попадали продукты, отобранные по внешнему виду, отделке, качеству изготовления, технической эффективности и экономичности производства. Организаторы фестиваля следовали концепции «Хорошего дизайна» — рационального подхода к дизайну продукта в соответствии с потребностями современного мира. Отчасти это было следствием того, что в войну приходилось изготовлять особую, более практичную мебель, а также выставки, проведённой СпПР в 1946 году, «Британия может сделать это». Список подходящих экспонатов был передан СпПР своему преемнику, Совету по дизайну.
Дизайн, науку и промышленность объединил Модельную группу Фестиваля, которая утверждала выставляемый текстиль, обои, предметы быта и экспонаты, основанные на рентгеноструктурном анализе. Идею показывать молекулярное устройство образцов с помощью рентгеноструктурной кристаллографии предложила Хелен Мегау, ведущий кристаллограф Кембриджского университета. Прослушав доклад Дороти Ходкинсон в Обществе промышленных художников, Хартленд Марк Томас, один из членов руководства СпПР, подхватил идею, создав Модельную группу Фестиваля. Хартленд Томас был членом Экспертной группы Фестиваля Британии по вопросам показа и одним из координаторов списка выставляемых образцов. Он оборудовал ресторан «Regatta», один из временных ресторанов в Саут-Банке, для эксперимента: вся мебель была декорирована структурой, полученной рентгеноструктурном анализе. Дизайн основывался на кристаллической структуре гемоглобина, инсулина, каолинита, слюды и других. Большая часть полученных работ была представлена в Куполе открытий как часть выставки о строении вещества.
Важную роль в оформлении Фестиваля играли надписи и графические изображения, находившиеся в ведении Экспертной группы по типографике. Шрифт для Фестиваля, «Festival Titling», был специально разработан Питером Бойделлом. В основу легли заглавные буквы гротеска; разработанный шрифт был трёхмерным, чтобы его можно было использовать в типографике выставочных дисплеев. Шрифт надписей в Королевском фестивальном зале и временном строении в Саут-Банке — мощный наклонный брусковый шрифт, разработанный Грей и её коллегами Чарльзом Хаслером и Гордоном Калленом; об этом затем было написано в книге Грей Lettering on Buildings (1960 год). Шрифт, использовавшийся в Павильоне льва и единорога разработал Джон Бринкли.
Главным художником Фестиваля выступил Абрам Геймс, который и создал эмблему — Звезду Фестиваля.

### Искусство
На выставке в Саут-Банке выставлялись работы современных художников, таких как Уильям Скотт; демонстрировались произведения Виктора Пасмора, Джона Таннарда, Феликса Топольского и Джона Пипера, а также скульптуры Барбары Хепуорт, Генри Мура, Линн Чедвик, Джейкоба Эпстайна.
В течение лета были проведены самостоятельные художественные выставки в рамках Фестиваля Британии:
- Абердинский фестиваль 30 июля — 13 августа
- Ассамблея в Бате 20 мая — 2 июня
- Белфастский фестиваль искусств 7 мая — 30 июня
- Брайтонский фестиваль 16 июля — 25 августа
- Дамфрисский фестиваль искусств 24-30 июня
- Инвернесский фестиваль 17-30 июня
- Йоркский фестиваль
- Кембриджский фестиваль 30 июля — 18 августа
- Кентерберийский фестиваль 18 июля — 10 августа
- Ливерпульский фестиваль 22 июля — 12 августа
- Норвичский фестиваль 18-30 июня
- Оксфордский фестиваль 2-16 июля
- Олдборский фестиваль музыки и искусств — "8-17 июня
- Пертский художественный фестиваль 27 мая — 16 июня
- Сент-Дейвидский фестиваль 10-13 июля
- Суонсийский музыкальный фестиваль 16-29 сентября
- Уорчестерский фестиваль 2-7 сентября
- Фестиваль Борнмута и Уэссекса 13-17 июня
- Фестиваль валлийских бардов в Лланголлене 3-8 июля
- Челтнемский фестиваль современной музыки Великобритании 18 июля — 10 августа
- Шекспировский фестиваль в Стратфорде-на-Эйвоне апрель — октябрь.

В рамках «Лондонского сезона искусств» прошли выставки, организованные специально для Фестиваля Британии:
- «Выставка 60 больших полотен, подготовленных Фестивалю Британии» («60 картин к '51»), Суффолкские галереи, организована Советом по искусствам[30];
- выставка работ Хогарта и Генри Муров, Тейт;
- Международная выставка скульптуры под открытым небом, Баттерси-Парк;
- «Картины современной Британии», Нью-Бурлингтон;
- «Выставка выставок», Королевское общество искусств[29].
- 2 выставки в Художественной галерее Уайтчапела: «Чёрные глаза и лимонад» и «Ист-энд 1851»[31].

Барбара Джонс и Том Ингрем организовали выставку «Чёрные глаза и лимонад», на которой демонстрировалось британское поп и народное искусство. В том же году Джонс написала книгу о популярном искусстве Неискушённое искусство, в которой рассказала о таксидермии, ярмарках, речных моторных лодках, татуировках, украшениях в магазинах, восковых фигурах, игрушках, магазинах, фестивалях и похоронах.

### Кино

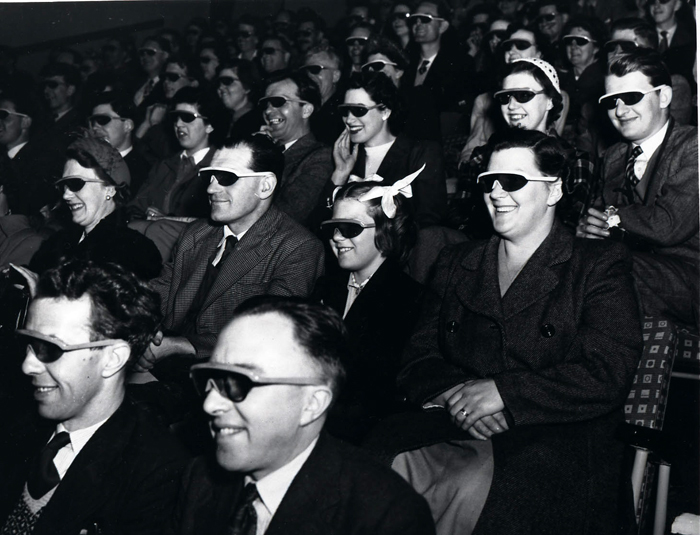
Фестиваль Британии, просмотр 3D «стереоскопического фильма» в специальных очках.

В 1948 году в Британский институт кино поступил запрос от Герберта Моррисона: следовало рассмотреть возможности дополнения Фестиваля за счёт фильмов. Была сформирована экспертная группа, которая должна была определить тематики и распределить спонсорские деньги на съёмки фильмов. Для Фестиваля было создано более десятка различных документальных фильмов. Для Фестиваля было создано более десятка документальных фильмов, включая:
- «Воздушный парад» (англ. Air Parade), спонсировано «Shell Film Unit»;
- «Семейный портрет» (англ. Family Portrait), режиссёр Хампфри Дженнингс[34];
- «Lfdbl» (англ. David), кинокомпания «Wide Pictures»;
- «Вода времени» (англ. Water of Time);
- «Вперёд века» (англ. Forward a Century).

Планировались также несколько художественных фильмов, но снят вовремя был только один — «The Magic Box», биографический фильм о пионере кино Уильяме Фризе-Грине.
В Саут-Банке было специально построено здание для показа фильмов «Телекинема» (англ. Telecinema), архитектор Уэллс Коэтс; там демонстрировались документальные фильмы, экспериментальные фильмы с использованием стереофонии и стереоскопии и новые изобретения в телевидении. Это был один из самых популярных аттракционов Фестиваля, собравший 458 693 посетителей. По окончании Фестиваля зал был передан БИК, и посещать его могли только члены киноклуба; в 1952 году там был открыт Национальный кинотеатр.
Фильмы явились неотъемлемой части выставки Саут-Банка, использовавшись для объяснения производственных процессов, научных и технических тем. Также использовались учебно-разъяснительные фильмы в Куполе Открытий, Научной выставке в Южном Кенсингтоне и путешествующей фестивальной выставке.
Стали частью Фестиваля Британии и различные кинофестивали, такие как Эдинбургский кинофестиваль, и фестивали Бата и Глазго.

### Наука
Для размещения Научной выставки к Музею науки было пристроено новое крыло. Первая часть экспозиции рассказывала о физической и химической природе материи и поведении элементов и молекул. Вторая часть, «Строение живых существ», рассматривала животные и растения. В третьей части посетители могли узнать о последних направлениях научных исследований и их связи с предыдущими частями. К примеру, там были представлены «проникающие лучи, приходящие к нам из космоса, от пространства и звёзд, а также ряд предметов от электронного мозга до процессов и структур, на которых основана жизнь».

## Другое

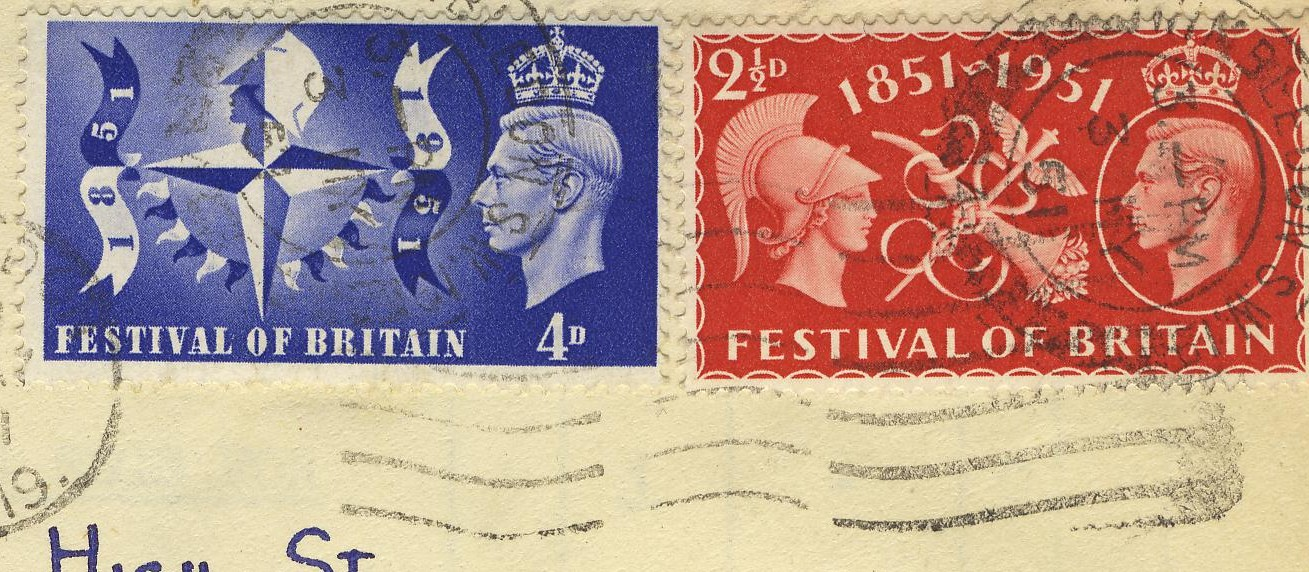
Почтовые марки, изданные в честь Фестиваля Британии

В связи с Фестивалем было сделано многое, включая:
- Деревня Троуэлл, Ноттингемшир, была избрана «Фестивальной деревней»[36].
- Памятная крона[37], почтовые марки и сувениры, как официальные, так и неофициальные[38].

## Посещаемость
За 5 месяцев за посещение 6 основных выставок было получено более 10 миллионов платежей. Наиболее популярной была выставка в Саут-Банке, которую посетило почти 8,5 миллионов человек, более чем половина из них не из Лондона. «Фестиваль садов удовольствия» собрал 8 миллионов посетителей, 3/4 — жители Лондона. Около 900 000 человек посетило фестивальный корабль, делавший стоянку в 10 городах. Сухопутная передвижная выставка, посетившая 4 города, привлекла около половины миллиона. Более специализированные выставки привлекли менее посетителей: архитектурная выставка в Попларе 87 000 человек, книжная выставка в Южном Кенсингтоне — 63 000.
| Архитектурная выставка, Лэнсбури, Поплар (Лондон) | 86 646    |
| Энергетическая промышленность, Глазго             | 282 039   |
| Научная выставка, Южный Кенсингтон (Лондон)       | 213 744   |
| Выставка в Саут-Банке, Ватерлоо (Лондон)          | 8 455 863 |
| - Посетители из Лондона                           | 36,5 %    |
| - Не из Лондона                                   | 56 %      |
| - Иностранцы                                      | 7,5 %     |
| - США                                             | 15 %      |
| - Страны содружества                              | 32 %      |
| - Европа                                          | 46 %      |
| - Другое                                          | 7 %       |
| Сухопутная передвижная выставка                   | 462 289   |
| - Манчестер                                       | 114 183   |
| - Лидс                                            | 144 844   |
| - Бирмингем                                       | 76 357    |
| - Ноттингем                                       | 106 615   |
| Фестивальный корабль                              | 889 792   |
| - Саутгемптон                                     | 78 683    |
| - Данди                                           | 51 422    |
| - Ньюкасл                                         | 169 511   |
| - Халл                                            | 87 840    |
| - Плимут                                          | 50 120    |
| - Бристоль                                        | 78 219    |
| - Кардифф                                         | 104 391   |
| - Белфаст                                         | 86 756    |
| - Биркенхед                                       | 90 311    |
| - Глазго                                          | 93 539    |
| Фестиваль садов удовольствия, Баттерси (Лондон)   | 8 031 000 |
| - Посетители из Лондона                           | 76 %,     |
| - Не из Лондона                                   | 22 %      |
| - Иностранцы                                      | 2 %       |
| «Ферма и завод», Белфаст                          | 156 760   |
| «Живущие традиции», Эдинбург                      | 135 000   |
| Книжная выставка, Южный Кенсингтон (Лондон)       | 63 162    |

## Политическая реакция
Идея проведения Фестиваля стала частью политической игры и проблем. Хотя Герберт Моррисон заявил, что не хочет, чтобы Фестиваль стал политическим событием, он был ассоциирован с Лейбористской партией, выигравшей парламентские выборы 1945 года и противостоявшей Консервативной партии. Нью Кассон сказал: «Черчилль, как и остальные Тори, был против Фестиваля, который они (вполне справедливо) считали авангардом социализма». Черчилль назвал ещё предстоящий Фестиваль Британии «трёхмерной социалистической пропагандой».
В очерке о фестивале Майкл Фрейн охарактеризовал его как предприятие «радикального среднего класса, добродетельных людей; читателей „News Chronicle“, „The Guardian“ и „The Observer“; подписывавших петиции; костяка B.B.C.», которых он назвал «Травоядные». В видении Фрейна «Фестиваль был последней и практически посмертной работой Травоядной Британии „BBC News“, „Crown Film Unit“, сладкого рациона, Илингских комедий, дяди Мака, Сильвии Питерс». Созданием Фестиваля Травоядные «заслужили презрение Хищников — читателей „Daily Express“; Ивлинов Во; касты директоров».
Некоторые видные члены лейбористского правительства считали, что Фестиваль — лейбористское мероприятие, которое поспособствует их успеху на следующих выборах; Клемент Эттли, лидер лейбористов, писал Моррисону, что на осенних выборах 1951 года лейбористами будет извлечена польза из успеха Фестиваля. Лейбористы осенние выборы проиграли. Нелюбовь Черчилля к Фестивалю привело к том, что первым своим актом на посту премьер-министра в октябре 1951 он приказал демонтировать выставку в Саут-Банке.